# Улица Кескузе
Улица Ке́скузе (эст. Keskuse tänav — «Центральная») — улица в районе Мустамяэ города Таллина, столицы Эстонии.

## География
Проходит через микрорайон Мустамяэ. Начинается от бульвара Сыпрузе, идёт вокруг парка Мянни, пересекается с улицей Мустамяэ и заканчивается на перекрёстке с улицей Эхитаяте. 
Протяжённость — 732 м.

## История
Улица была основана 25 ноября 1966 года. Название улицы связано с тем, что изначально её окрестности планировались как общественный центр района Мустамяэ, где рядом с традиционными учреждениями торговли и бытового обслуживания должны были располагаться кинотеатр, танцзал, несколько кафе, ресторан и пр.

## Застройка
Улица в основном застроена пятиэтажными панельными домами советского периода; девятиэтажный панельный дом, стоящий параллельно улице в самом её начале, имеет регистровый адрес бульвар Сыпрузе 250: 
- дома 4 и 4А — 5-этажные многоквартирные дома 1973 года постройки;
- дома 4B и 6В — гаражи;
- дом 5 — диспетчерская конечной троллейбусной станции, построена в 1991 году;
- дом 6 — 5-этажный многоквартирный дом (1966);
- дом 12  —  5-этажный многоквартирный дом (1964);
- дом 14 —  5-этажный многоквартирный дом (1973);
- дом 14А — семиэтажный жилой дом, построенный в 2007 году;
- дом 16 — здание построено в году, в нём расположилась стоматологическая поликлиника, ранее работал магазин «Мянни»;
- дом 18 — типовое школьное здание, построенное в 1965 году; в нём работает Таллинская Мустамяэская гимназия;
- дома 20 и 22 — 5-этажные жилые дома 1964 года постройки;
- дом 22A — гараж на 20 боксов (1982);

## Общественный транспорт
По улице курсируют троллейбус № 4 и автобус № 72, остановки: Männi и Keskuse.

Улица Кескузе
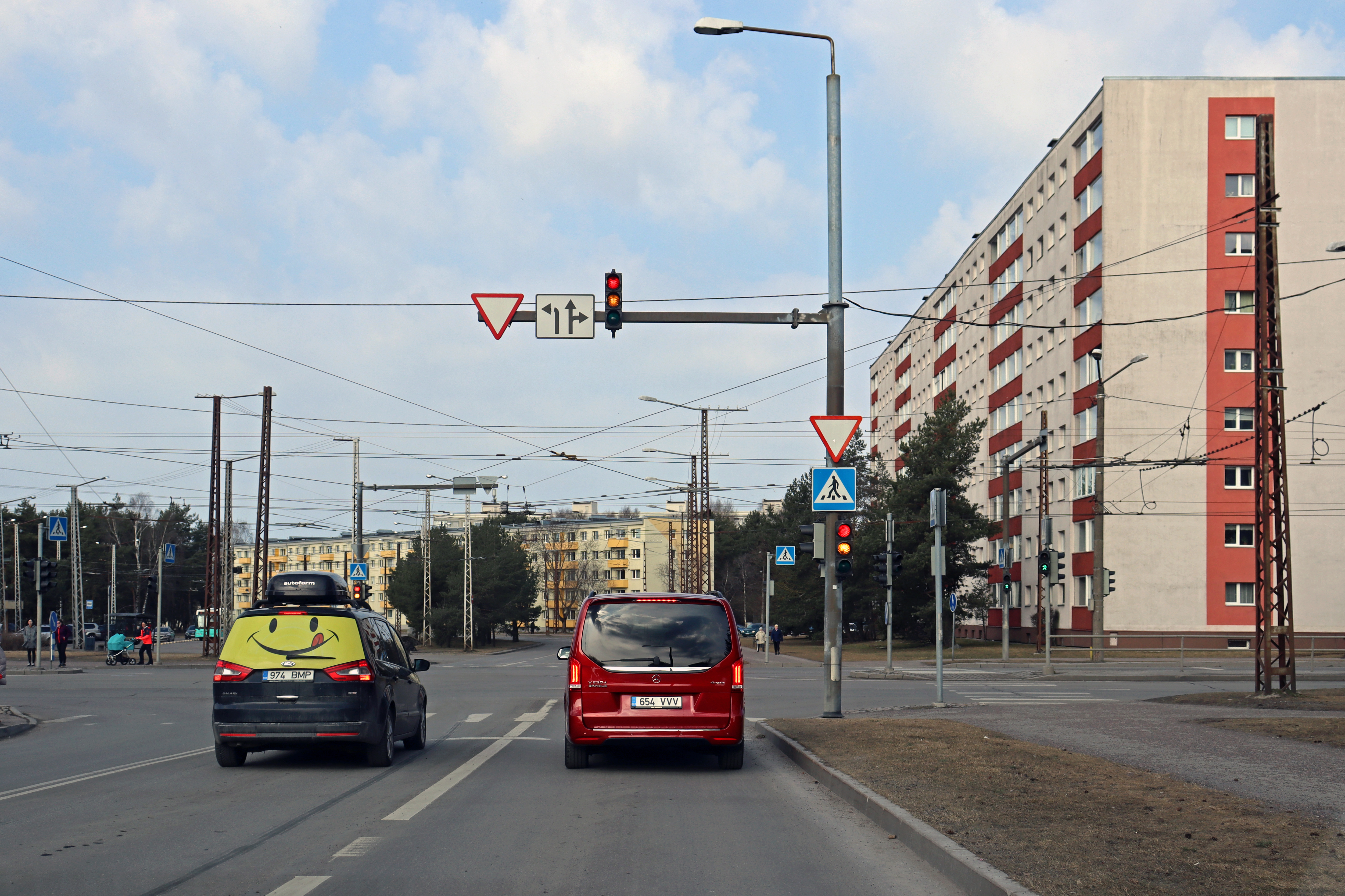
Перекрёсток улицы Сютисте и бульвара Сыпрузе, начало улицы Кескузе
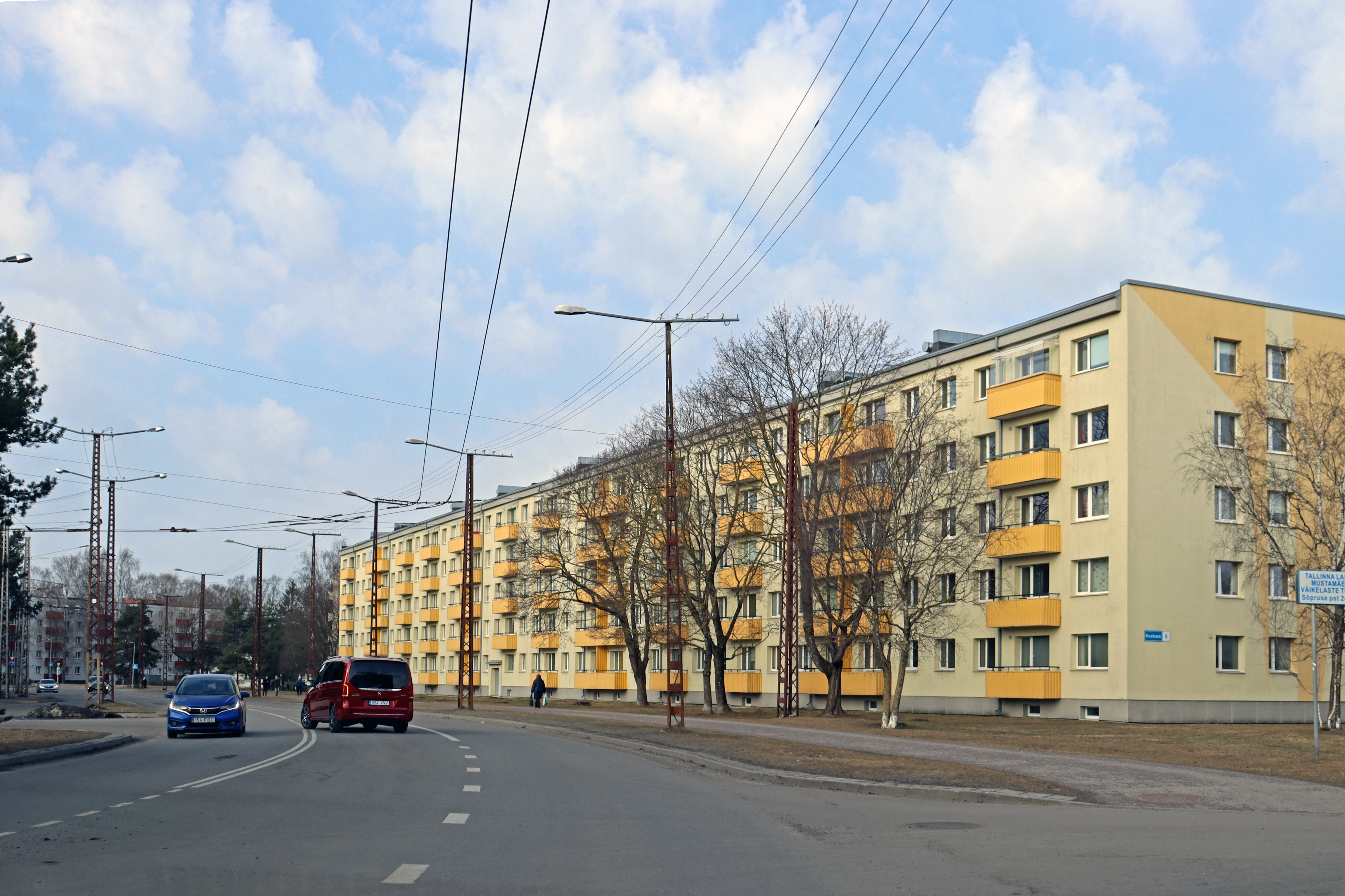
Дом 6
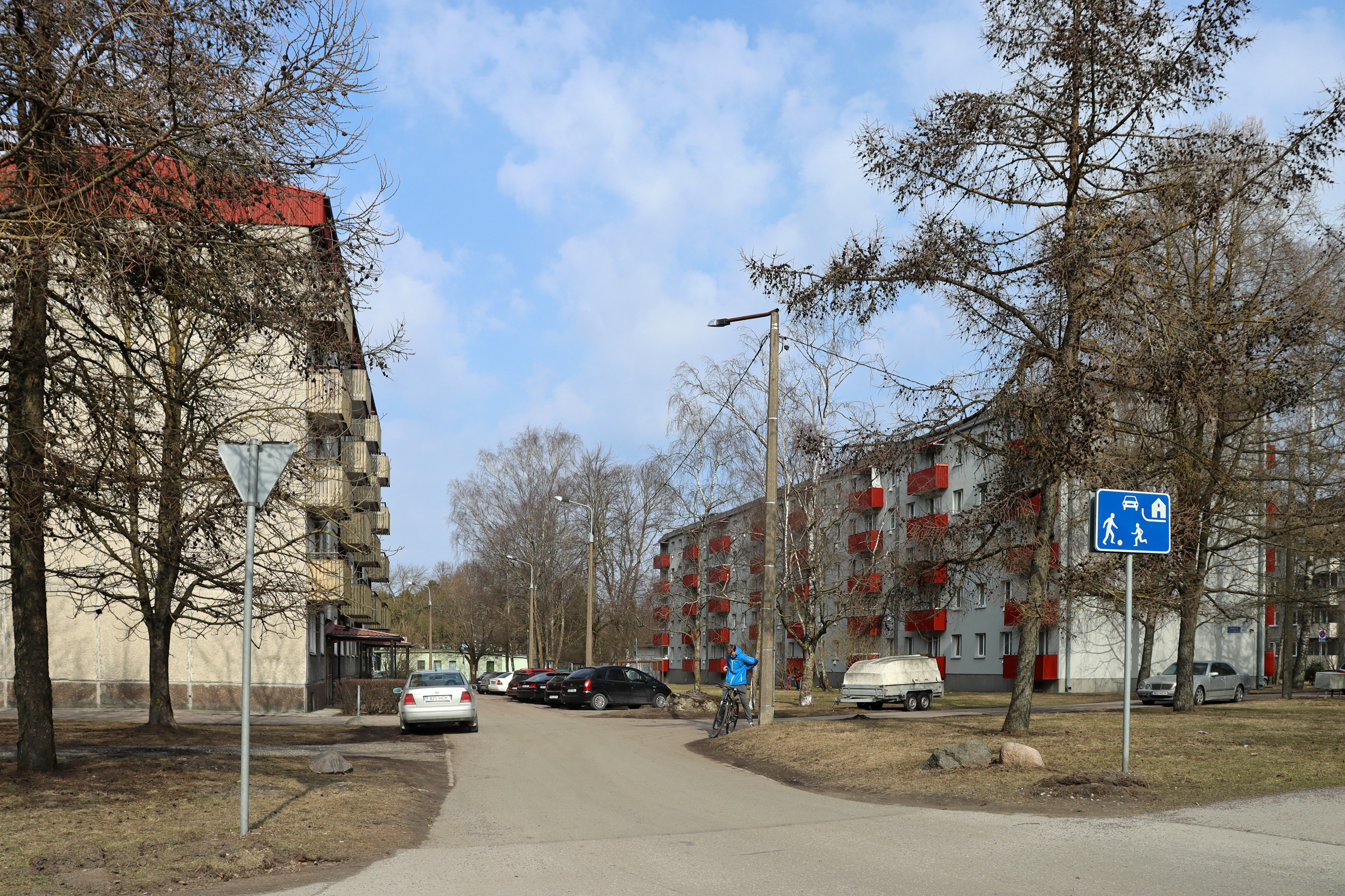
Дом 22 (справа)